# Onthobium paniei
Onthobium paniei là một loài bọ cánh cứng trong họ Bọ hung (Scarabaeidae).